# Epanastasis canariensis
Epanastasis canariensis is een vlinder uit de familie dominomotten (Autostichidae). De wetenschappelijke naam van de soort is, als Symmoca canariensis, voor het eerst geldig gepubliceerd in 1906 door Hans Rebel.
Deze vlinder komt voor in Europa.

## Synoniemen
- Epanastasis extricata Gozmány, 1964[1]
  - Chersogenes extricata (Gozmány, 1964)